# Storuman (đô thị)
Đô thị Storuman (Storumans kommun) là một đô thị ở hạt Västerbotten, bắc Thụy Điển. Đô thị này có diện tích lớn thứ 10 trong các đô thị Thụy Điển (7485,2 km²), nhưng dân số thưa thớt với 1 người trên/1 km².
Thủ phủ là Storuman. Các địa phương khác là Stensele với 500 dân, Gunnarn với 200 dân và Tärnaby với 500 dân. Tärnaby có rừng và nổi tiếng vì các vận động viên trượt tuyết Ingemar Stenmark, Stig Strand và Anja Pärson.
Giáo khu Stensele đã được lập cuối năm 1822. Giáo khu này cùng giáo khu Tärnaby đã được lập thành đô thị năm 1863. Năm 1903, Tärnaby đã được tách ra để lập đô thị riêng. Trong cuộc cải cách chính quyền năm 1971, hai đô thị này được hợp nhất tạo thành đô thị Storuman.